# Erwin Schwendinger

Erwin Schwendinger (1971)

Erwin Schwendinger (* 11. März 1911 in Herisau; † 15. Mai 1995 ebenda; von Dornbirn, heimatberechtigt ab 1924 in Herisau) war ein Schweizer Kantonsrat, Regierungsrat und Nationalrat aus dem Kanton Appenzell Ausserrhoden.

## Leben
Erwin Schwendinger war ein Sohn von Friedrich Schwendinger, Schiffli-Sticker, und der Mina Schiess. Im Jahr 1937 heiratete er Marie Anna Ege, Tochter des Martin Ege, Schreiner. Er arbeitete als Hilfsarbeiter, da eine Lehre aus ökonomischen Gründen nicht möglich war. Ab 1936 arbeitete er bei Suhner & Co. in Herisau und stieg zum Vorarbeiter auf. Von 1948 bis 1954 war Gemeinderat in Herisau. Ab 1951 bis 1954 sass er im Ausserrhoder Kantonsrat als Vertreter der Sozialdemokratischen Partei (SP). Ab 1954 bis 1976 amtierte er als Regierungsrat, Von 1955 bis 1974 sass er im Nationalrat. Trotz anfänglicher Sympathien verschrieb sich Schwendinger nach der Machtübernahme der Kommunisten in der SP Herisau 1944 und deren Umwandlung zur kommunistischen Arbeiter- und Bauernpartei einem antikommunistischen Kurs. Im selben Jahr war er Mitgründer der neuen SP Herisau, die er später präsidierte. Unter anderem war er Vizepräsident der Ostschweizerischen Radio- und Fernsehgesellschaft sowie Verwaltungsrat der Schweizerischen Unfallversicherungsanstalt (SUVA).

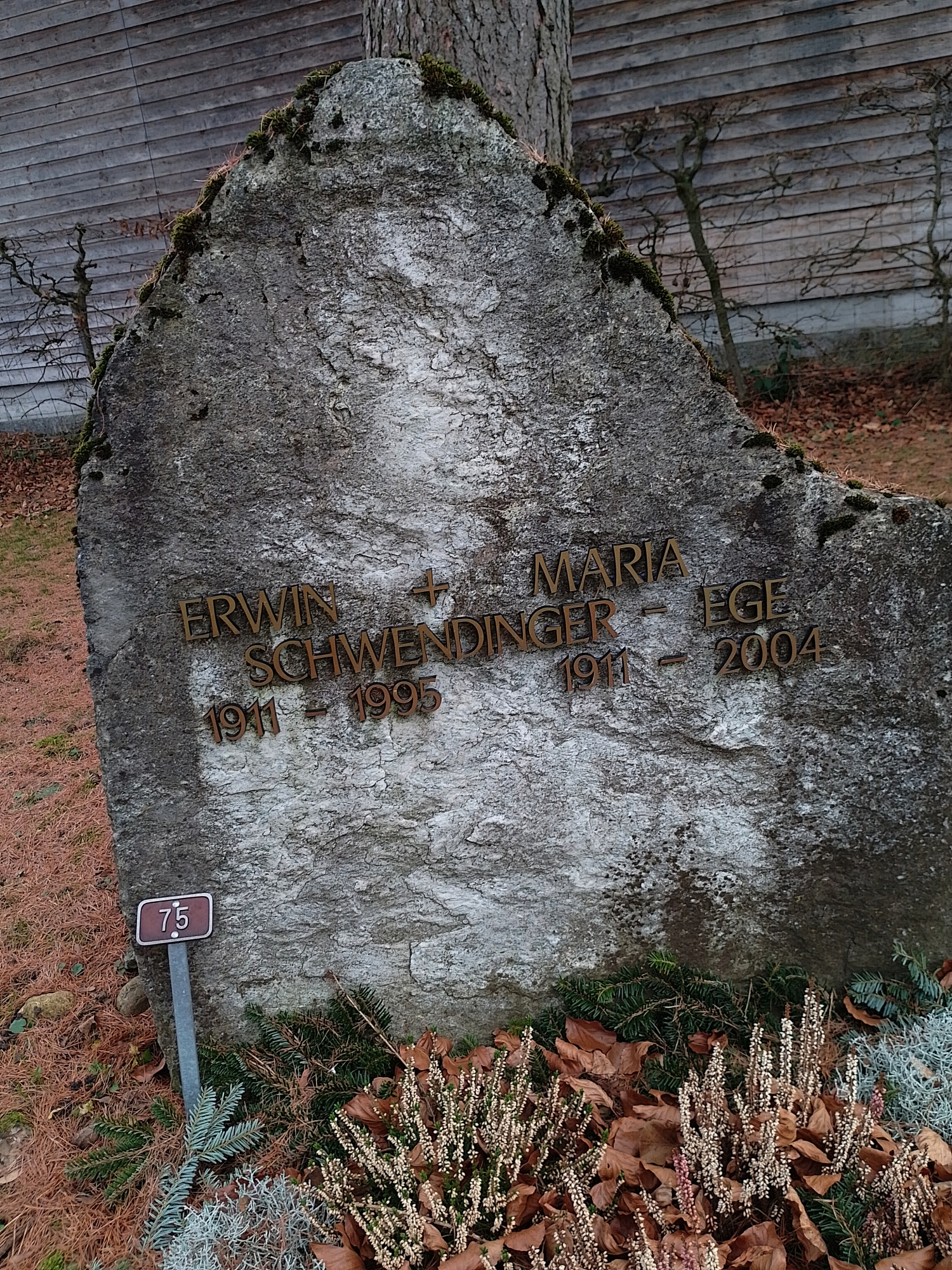
Grab, Friedhof Herisau

Schwendinger heiratete 1937 Maria Anne, geborene Ege (1911–2004). Seine letzte Ruhestätte fand er auf dem Friedhof in Herisau.